# Кабемба, Константин
Константин Кабемба (фр. Constantin Kabemba; род. 1 июня 1943, Элизабетвиль) — конголезский шоссейный велогонщик. Участник летних Олимпийских игр 1968 года.

## Карьера
В 1968 году был включён в состав сборной ДР Конго на летних Олимпийских играх в Мехико. На них выступил в двух гонках.
Сначала в командной гонке с раздельным стартом на 100 км. По её результатам сборная ДР Конго (в которую также входили Жан Барнаби, Самуэль Кибамба и Франсуа Омбанзи) заняла последнее 30 место, уступив занявшей первое место сборной Нидерландов 35 минуты.
А затем в групповой шоссейной гонке протяжённостью 196,2 км, но не смог её завершить, как и ещё 79 из 144 участников.